# Saint-Martin-Lacaussade
 Saint-Martin-Lacaussade  là một xã thuộc tỉnh Gironde trong vùng Aquitaine tây nam nước Pháp. Xã này nằm ở khu vực có độ cao trung bình 23 mét trên mực nước biển.